# Brennisteinsfjöll
Les Brennisteinsfjöll ou Brennisteinsgígar sont un système volcanique d'Islande situé dans le Sud-Ouest du pays, à l'entrée de la Reykjanesskagi, au sud de Reykjavik.

## Toponymie
Les Brennisteinsfjöll ou Brennisteinsgígar signifient littéralement en français « les montagnes de soufre » et « les cratères de soufre ». Ils sont aussi parfois dénommés Bláfjöll

## Géographie
Le système se manifeste en surface par un ensemble de cratères, de cônes et de fissures volcaniques dépourvus de volcan central, orientés nord-est-sud-ouest, à l'est du Kleifarvatn.

## Géologie
Les fissures volcaniques s'étendent sur une trentaine de kilomètres, les laves émises sont basaltiques. Une trentaine d'éruptions se sont produites durent les 8 000 dernières années. La dernière se serait produite à la fin du Xe siècle ou en 1341.